# General Napoleon og hans titusind mand
General Napoleon og hans titusind mand er en ældre børnesang med ukendt komponist og forfatter. Melodien er omtrent den samme som "Battle Hymn of the Republic".
| Citat | General Napoleon og hans ti tusind mand, og de marcherede frem. Gloria-ha-ha-ha, Gloria og de marchered’ frem. | Citat |
|       | |       |

## Populærkultur
Melodien blev anvendt til Møjdal-visen – en smædevise om Thomas Madsen-Mygdal, der var dansk statsminister fra 1926 til 1929. Visen er kendt fra afsnittet Skiftedag i tv-serien Matador, hvor Røde lærer Ulrik og Regitze sangen.